# Vaejovis miscionei
Espèce
Vaejovis miscionei est une espèce de scorpions de la famille des Vaejovidae.

## Distribution
Cette espèce est endémique d'Arizona aux États-Unis. Elle se rencontre dans le comté de Cochise vers 1 834 m d'altitude dans les monts Mule.

## Description
La femelle holotype mesure 23,79 mm, les mâles mesurent de 20,54 à 22,75 mm et les femelles de 23,43 à 23,79 mm.

## Étymologie
Cette espèce est nommée en l'honneur de Tom Miscione.

## Publication originale
- Myers & Ayrey, 2021 : « A new species of Vaejovis from the Mule Mountains above Bisbee, Arizona (Scorpiones: Vaejovidae). » Euscorpius, no 343, p. 1–15 (texte intégral).